# Válvula mitral

Diagrama do coração humano

Válvula mitral, valva mitral, válvula bicúspide ou valva atrioventricular esquerda é a valva cardíaca que separa o átrio esquerdo (aurícula esquerda) do ventrículo esquerdo, impedindo que o sangue recue para a aurícula após ser bombeado desta para o ventrículo.

## Anatomia
É composta de um anel de sustentação, que fixa dois componentes ou cúspides. Estes são ancorados à parede do ventrículo através de dois conjuntos de pequenos tendões (cordas tendíneas), um por cúspide, ligados a um músculo papilar.

## Ciclo cardíaco
Esta válva, juntamente com a tricúspide, do lado direito do coração, fecha-se quando ocorre a sístole ventricular, fazendo com que o sangue continue o seu percurso unidirecional seguindo pela artéria aorta e não recuando à aurícula. Esta válvula abre-se novamente quando ocorre sístole atrial, de modo a que o sangue passe para o ventrículo. A bicúspide possui também a designação "mitral".
Ela se encontra aberta na diástole cardíaca, permitindo a passagem do sangue do átrio para o ventrículo. Quando ocorre a contração do ventrículo, na sístole cardíaca, esta válvula se fecha, impedindo o refluxo do sangue.

## Significado clínico

### Doenças
Existem algumas valvopatias que afetam a valva mitral. A estenose mitral é um estreitamento da válvula.
O prolapso da válvula mitral é causado por um excesso de tecido conjuntivo que engrossa a camada esponjosa da cúspide e separa os feixes de colágeno na fibrose. Isso enfraquece as cúspides e o tecido adjacente, resultando em aumento da área da cúspide e alongamento das cordas tendinosas. O alongamento das cordas tendinosas muitas vezes causa ruptura, geralmente às cordas conectadas à cúspide posterior. Lesões avançadas — também comumente envolvendo o folheto posterior — levam ao dobramento, à inversão e ao deslocamento do folheto em direção ao átrio esquerdo.
Um prolapso de válvula pode resultar em insuficiência mitral, que é uma regurgitação ou refluxo de sangue devido ao fechamento incompleto da válvula.
A doença cardíaca reumática frequentemente afeta a valva mitral. A valva também pode ser afetada por endocardite infecciosa.
A cirurgia pode ser realizada para substituir ou reparar uma válvula danificada. Um método menos invasivo é o da valvoplastia mitral, que utiliza um cateter balão para abrir uma válvula estenótica.
Raramente pode haver uma forma grave conhecida como calcificação caseosa da válvula mitral que pode ser confundida com massa intracardíaca ou trombo.